# Comarca del Área Metropolitana (Tenerife)
La comarca del Área Metropolitana es una de las 11 comarcas de la isla de Tenerife (Islas Canarias, España).
Está situada en el noreste de la isla, abarcando los municipios de Santa Cruz de Tenerife, San Cristóbal de La Laguna, Tegueste y El Rosario, salvo la parte de los tres primeros incluida en el parque rural de Anaga y la parte del último incluida en el Paisaje Protegido de Las Lagunetas, que forman parte, respectivamente, de las comarcas de Anaga y del Macizo Central.
La superficie total aproximada es de 16.726 hectáreas.